# Glimåkra-Hjärsås församling
Glimåkra-Hjärsås församling är en församling i Göinge kontrakt i Lunds stift. Församlingen ligger i Östra Göinge kommun i Skåne län och utgör ett eget pastorat.

## Administrativ historik
Församlingen bildades 1 januari 2022 av Glimåkra församling och Hjärsås församling som före samgåendet bildade ett gemensamt pastorat. Den nybildade församlingen bildar ett eget pastorat.

## Kyrkor

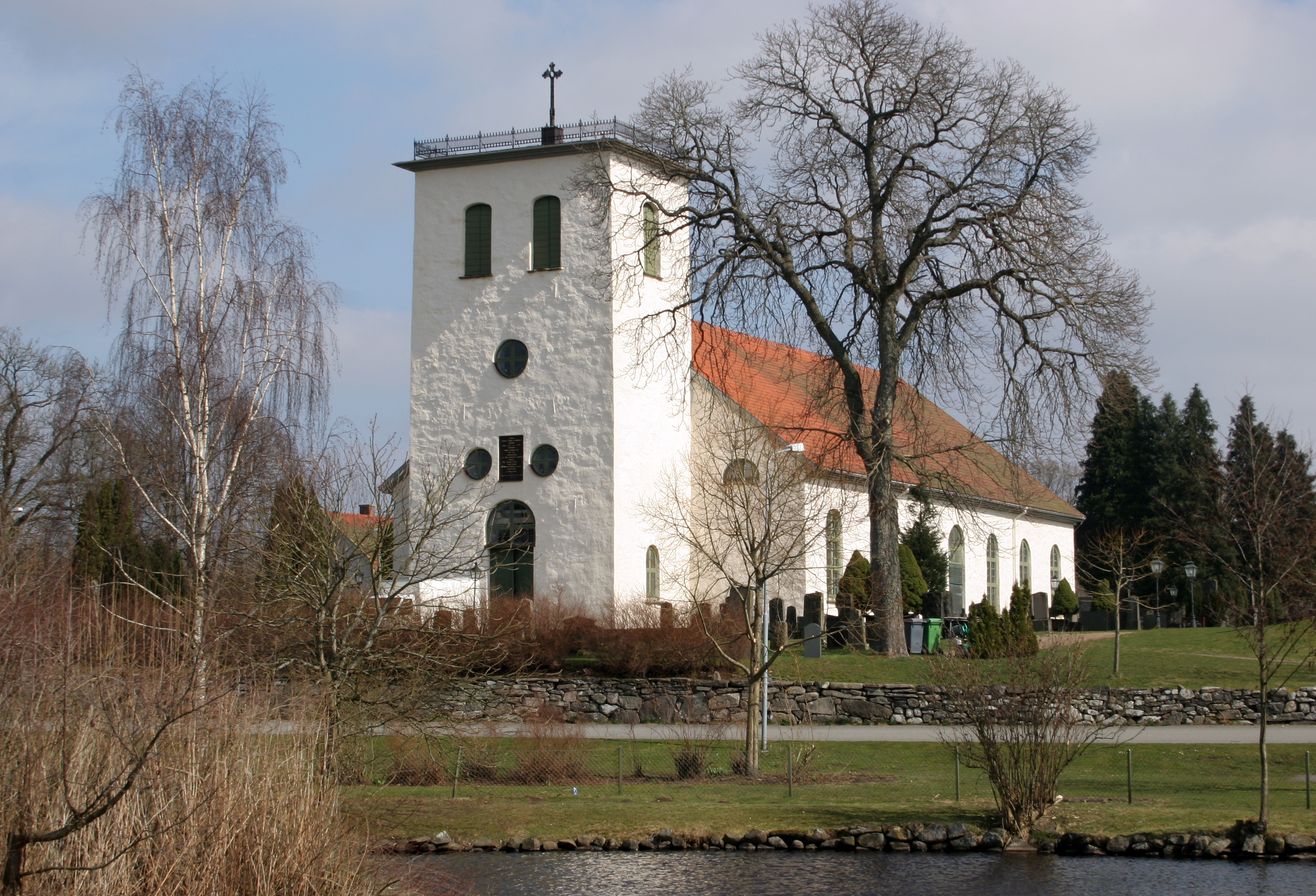
Glimåkra kyrka
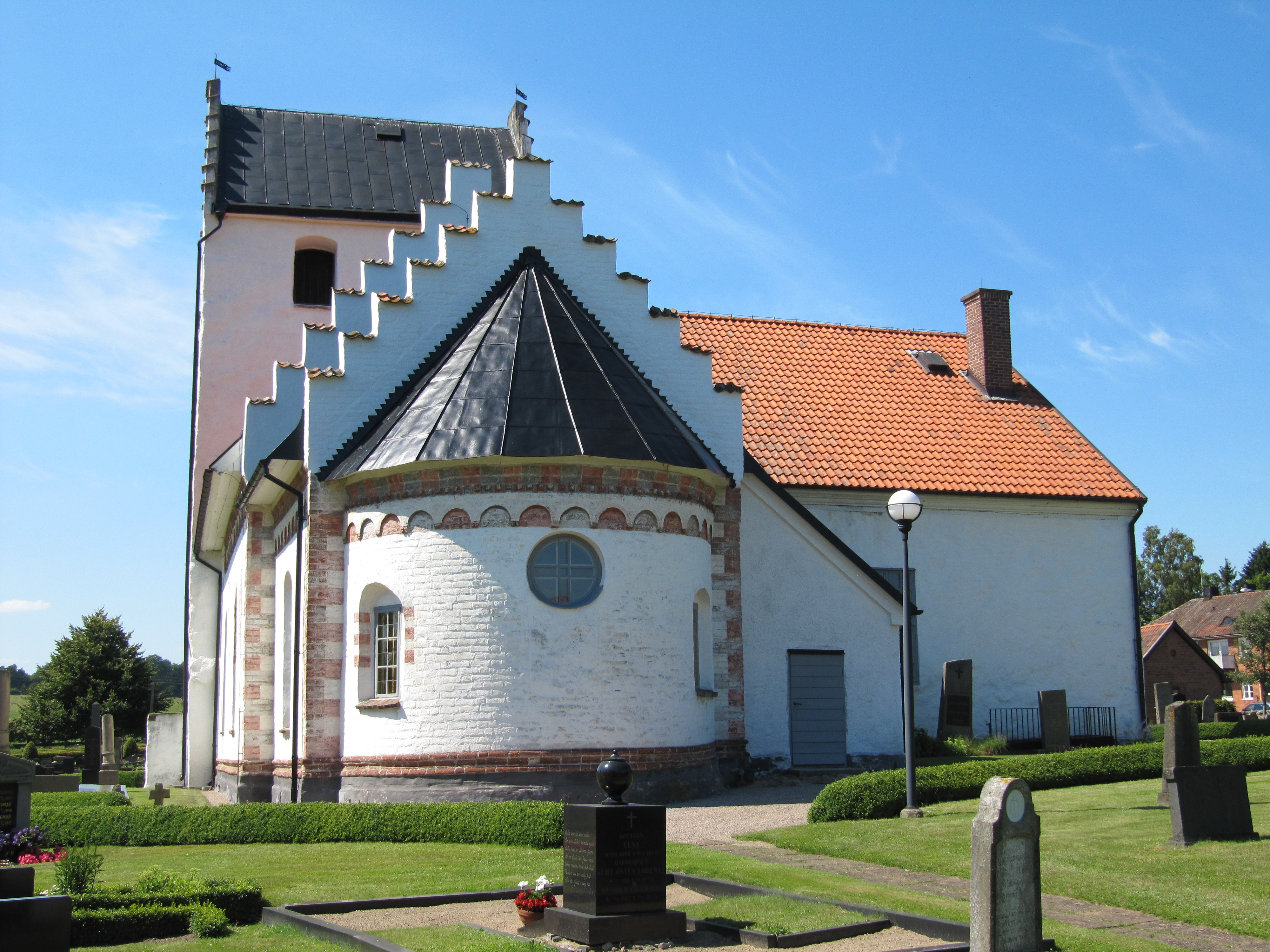
Hjärsås kyrka
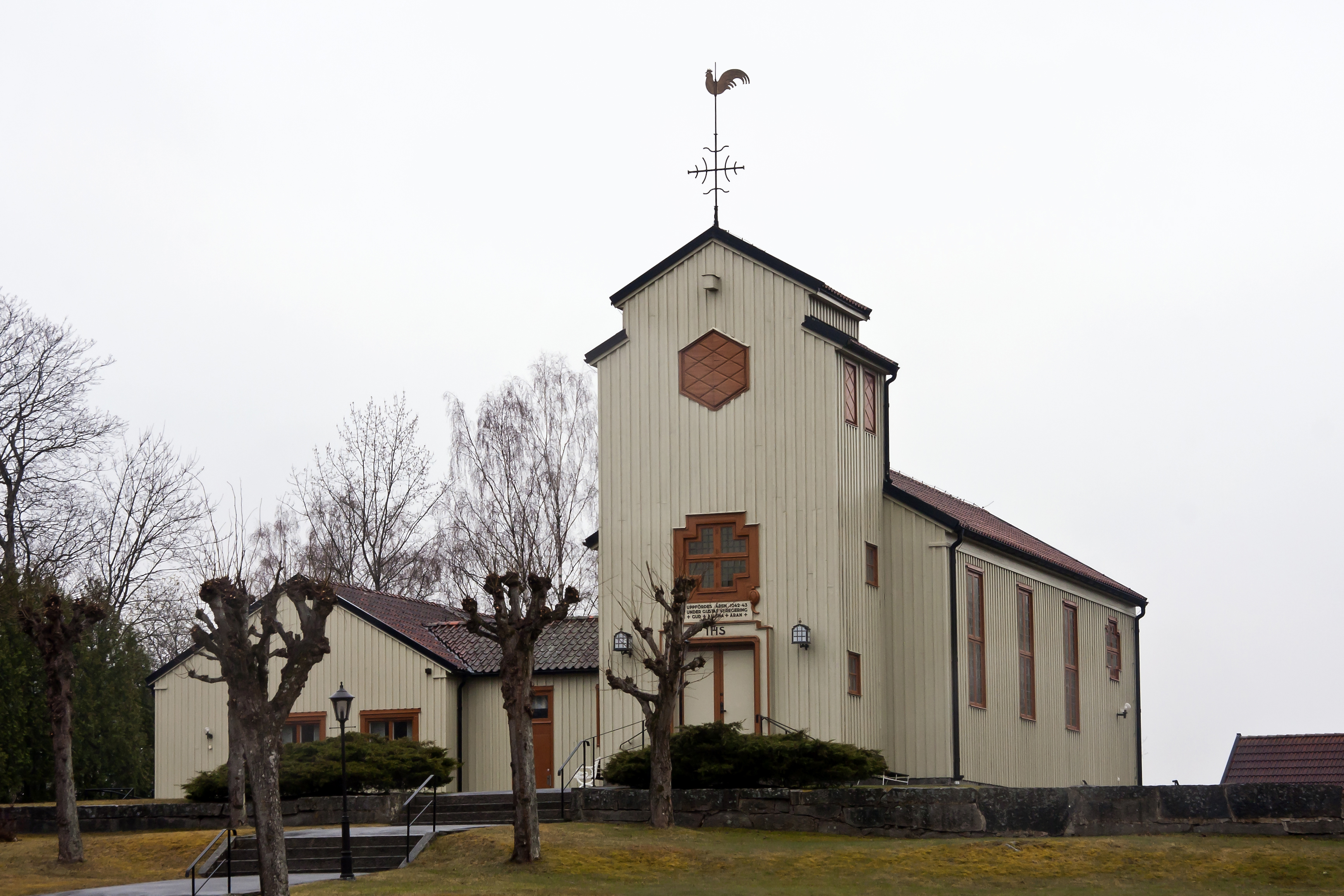
Sibbhults kapell